# Nuhaše
Nuhaše, Nuhaša ali Nuhaš je bila pokrajina v sedanji severozahodni Siriji, ki je cvetela v 2. tisočletju pr. n. št. Bila je federacija več kraljestev in verjetno imela tudi vrhovnega kralja. Oblast v Nuhaši je prehajala iz rok v roke različnih velikih sil, med katerimi so bili najpomembnejši Egipčani, Mitani in Hetiti. Upor proti Hetitom je sprožil napad Šupiluliume I. na Nuhaše in njeno priključitev k Hetitskemu cesarstvu.

## Ime, meje in družbena ureditev
Ime Nuhaše je semitsko in pomeni bogat ali cvetoč. Ozemlje Nuhaše je segalo od doline Evfrata na vzhodu do Oronta na zahodu in Hamata na jugu do Alepa na severu. Vanj ni bila vključena Ebla, od Evfrata pa sta jo ločevali  reki Emar in Aštata.  Na zahodu je do Oronta segala samo takrat, kadar je k njen spadala Nija. Glavno mesto se je imenovalo Kan Šajkun.
Hetitska besedila omenjajo "kralje Nuhaše", se pravi da je bila sestavljena iz več manjših kraljestev, ki so tvorila nekakšno konfederacijo. Eden od monarhov je imel vlogo primus inter pares (prvi med enakimi) in imel rezidenco v Ugulzatu.
Večina prebivalstva v drugi polovici 2. tisočletja pr. n. št. je bila zahodnosemitskega porekla, vladajoči razred pa so tvorili Huriti. Diplomatski jezik je bila huritska različica akadščine. Huritski izrazi se pojavljajo v vseh akadskih stavkih in tvorijo približno petino njihove vsebine. V kronanje kralja je spadalo tudi maziljenje, ki je bilo splošna praksa v bronastodobnih kraljestvih zahodne Azije.

## Zgodovina
Ime Nuhaše se pojavlja v dvojezičnem hetitsko-huritskem besedilu z naslovom Pesem odrešitve, prepisanem iz huritskega izvirnika, datiranega v leto 2000 pr. n. št.  V huritskem besedilu je podatek, da je bila Nuhaše tesen zaveznik Eble. Regija je bila omenjena tudi v arhivih Marija in Alalaka, vendar ne kot politično enotna entiteta. V času Marija so bili severni deli Nuhaše pod oblastjo Jamhada, južni pa pod oblastjo Katne. Tutmoz III. jo je v 15. stoletju pr. n. št. priključil Egiptu, kasneje pa je prišla pod oblast Mitanija.
Egipčansko-hetitski mirovni sporazum kralja Muvatalija II. iz 13. stoletja pr. n. št. omenja sporne meje med Nuhašo in Alepom. Prebivalci Nuhaše so prosili hetitskega kralja Hatušilija III., da jim da ozemlje, ki si ga je lastil Alep. Hatušili je izpolnil njihovo prošnjo. Datum obmejnih sporov, v katere so se vmešali Hetiti, je težko natančno določiti, vsekakor pa so se dogajali sredi 13. stoletja pr. n. št.
Amarnska pisma dokazujejo, da je imela Nuhaše obmejne spore tudi s sosednjim Amurrujem.
V železni dobi se je pokrajina imenovala Luaš.

## Kralji Nuhaše
| Kralji Nuhaše       |                               |                          |
| Ime                 | Vladal                        | Komentar                 |
| Taku                | sredi 15. stoletja pr. n. št. | Kronal ga je Tutmoz III. |
| Šarupši             |                               |                          |
| Adad-Nirari Nuhaški | 14. stoletje pr. n. št.       |                          |
| Tette               |                               |                          |